# Eugen Theodor Rimli

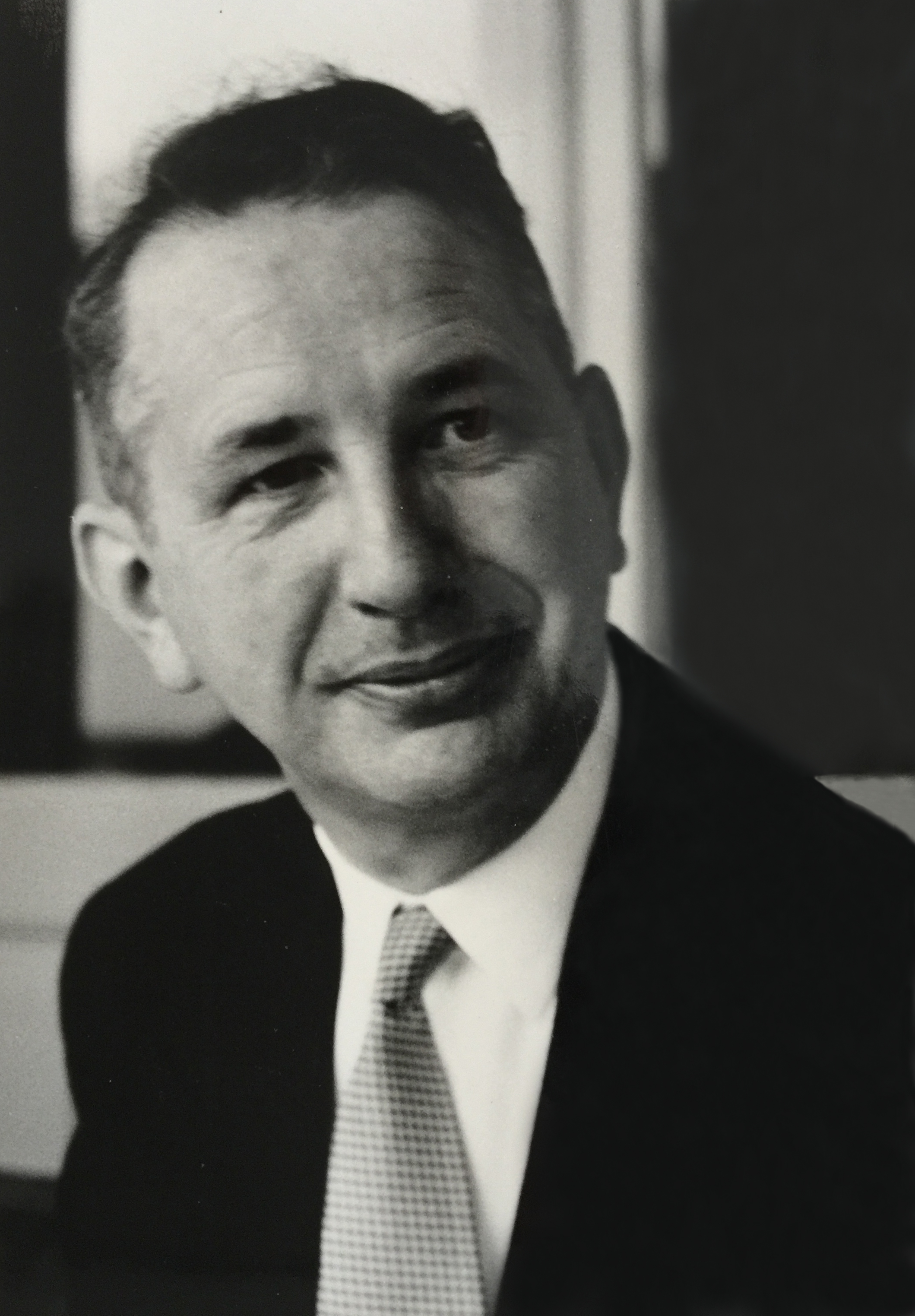
Eugen Theodor Rimli (1961)

Eugen Theodor Rimli (* 12. November 1909 in Wattwil; † 22. November 1973 in Zürich), von Tägerschen (heute Tobel-Tägerschen) und Frauenfeld, war ein Schweizer Journalist und Verleger.

## Biographie
Eugen Theodor Rimli wuchs in Romanshorn und Zug auf. Er studierte an den Universitäten Zürich, Freiburg im Üechtland, Lille, Bonn und Köln Rechtswissenschaften und wurde 1935 in Köln promoviert. Er war Mitglied der Burschenschaft KDB Sigfridia zu Bonn und gründete 1959 die katholische Studentenverbindung der Glanzenburger in Zürich.
1933 trat er der Nationalen Front bei, verlangte jedoch, dass die Bewegung «jeden Schein einer Verwandtschaft mit der NSDAP» vermeide, und protestierte schon bald gegen «unschweizerische Methoden» der Front-Führung. 1937 kam es zum endgültigen Bruch mit der Front, der Rimli vorwarf, den Aufruf zu der von ihr unterstützten Volksinitiative «für ein Verbot der Freimaurerei» in Deutschland verfasst zu haben. Er trat noch vor der Volksabstimmung vom 28. November 1937, bei der die Initiative sehr deutlich verworfen wurde, aus der Front aus. Von den von Rimli bekämpften Sozialisten wurde ihm vorgeworfen, «ein Bewunderer ausländischer faschistischer Gesellen» zu sein. Bis 1942 war er von den Erfolgen Deutschlands im Zweiten Weltkrieg beeindruckt und überzeugt, dass Deutschland den Krieg gewinnen werde und die Schweiz dann der «Neuordnung Europas» werde «beitreten» müssen.
1938, nach dem «Anschluss» Österreichs, verfasste er einen Bericht zuhanden des Generalkonsulats der USA in Zürich über «Die Situation der Schweiz», in dem er darauf hinwies, dass nach deutscher Lesart, im Gegensatz zur schweizerischen, die Neutralität auch die Neutralität der Presse bedeute. Die Schweiz habe, anders als Österreich, den unbedingten Willen zur Erhaltung der Unabhängigkeit und werde jedem Angriff darauf entschlossen die Stirn bieten.
Nach dem Ausbruch des Sowjetisch-Finnischen Krieges 1939 leitete Rimli zusammen mit Arthur Mojonnier und weiteren Freunden die erfolgreiche «Schweizer Hilfsaktion für Finnland» als deren Präsident in die Wege, die über 2,5 Mio. CHF ergab, nach Schweden (gemessen an der Bevölkerungszahl) die weltweit zweitgrösste Spende. 1955 lancierte er zusammen mit Gottlieb Duttweiler und dem Landesring der Unabhängigen die Kartellverbotsinitiative (eidgenössische Volksinitiative «gegen den Missbrauch wirtschaftlicher Macht»), die 1958 in der Volksabstimmung abgelehnt wurde.
Rimli war Mitglied des Verwaltungsrates verschiedener Firmen, so der Camelo Wasserdichtungsmittel AG (später in Consortium AG umbenannt, Handels- und Fabrikationsunternehmen), der Meteor AG (Herstellung von und Handel mit Werkzeugen, Maschinen usw.), der Akademiker-Haus AG (Betrieb von Immobilien in europäischen Bildungszentren) und der Schallplatten AG (Herstellung von Schallplatten zur Belieferung von Schallplattenklubs in europäischen Ländern) sowie Präsident der Aktiva Handels- & Gewerbe-Treuhand-Genossenschaft. Er war zudem Vizepräsident der Stiftung Alan C. Harris und Else Harris geb. Treumann. Bei dieser kam es zu einer gerichtlichen Auseinandersetzung, nachdem Rimli nach dem Tod der Künstlerin Else Harris, deren Vermögensverwalter er war und die ihn zum Universalerben eingesetzt hatte, der Stiftungsaufsicht ein von ihr mehrfach verlangtes Dokument nicht ausgehändigt hatte. Rimli wurde deswegen vom Regierungsrat des Kantons Luzern mit einer Busse belegt, wogegen er gerichtliche Beurteilung verlangte. Darauf wurde er wegen Renitenz behördlich aus dem Stiftungsrat entfernt. Ein Rekurs Rimlis wurde abgelehnt. Später erwies sich, dass er das betreffende Dokument gar nicht besessen hatte, und er wurde voll rehabilitiert.
Rimli war seit 1937 mit der Deutschen Käthe, geb. Scherhag, verheiratet, die bei ihrem Wegzug aus Deutschland auf die deutsche Staatsbürgerschaft verzichten musste. Er hatte drei Töchter und einen Sohn. Er starb mit 64 Jahren an Herzversagen am Steuer seines Autos. Er galt als starke, teils aber auch als umstrittene Persönlichkeit.

## Laufbahn
Von 1934 bis 1936 war Rimli als Deutschland-Korrespondent für verschiedene Schweizer und skandinavische Zeitungen, darunter Die Weltwoche, Tages-Anzeiger, Der Landbote und National-Zeitung, tätig. 1936 wurde er wegen «unsachlicher, gehässiger Artikel in Schweizer Zeitungen», mit denen er «die Belange des Deutschen Reiches erheblich geschädigt» habe, aus Deutschland ausgewiesen.

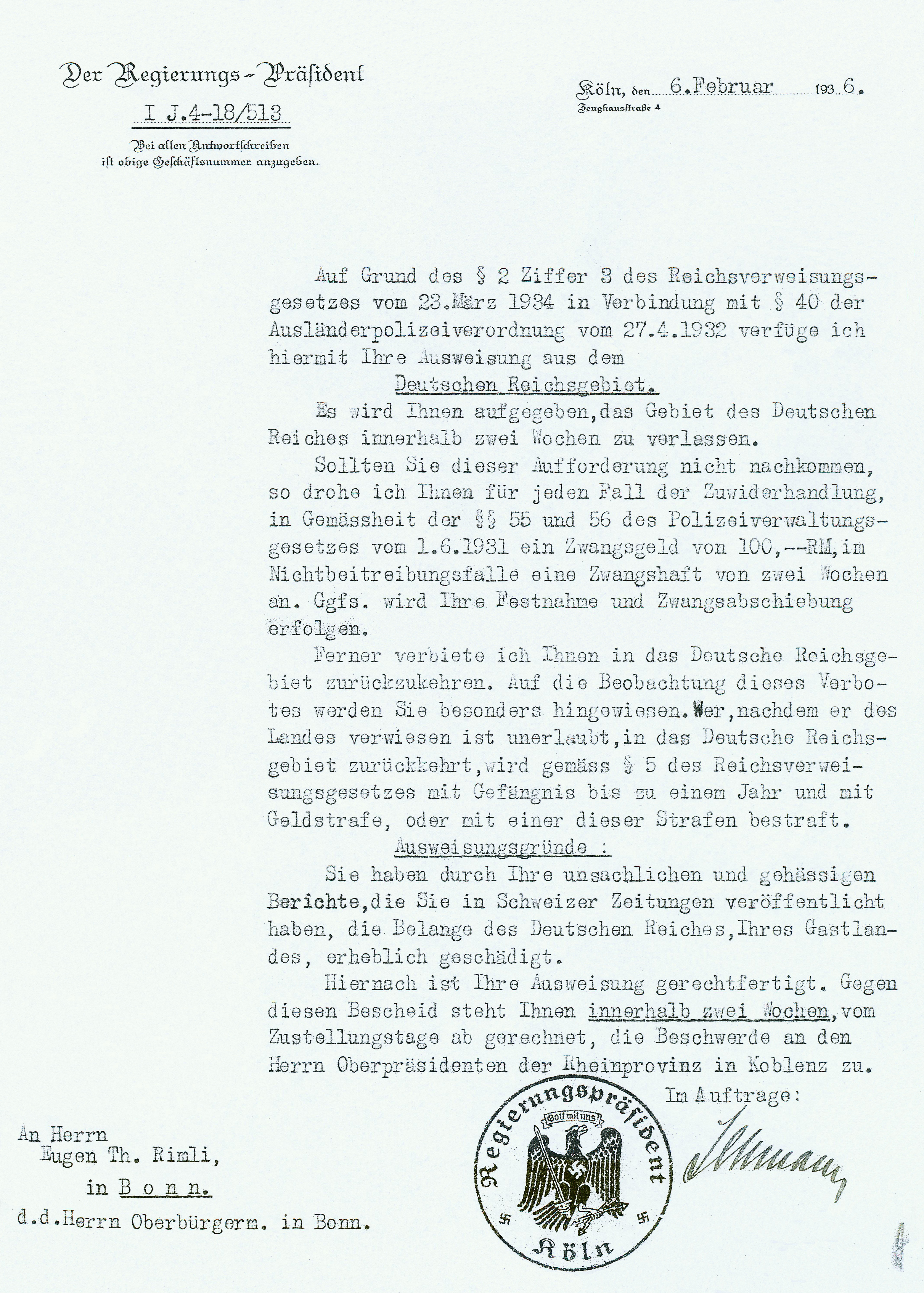
Ausweisung aus Deutschland von Eugen Theodor Rimli vom 6. Februar 1936

1937 bis 1939 war er verantwortlicher Redaktor der Wochenzeitung Die Tat des Landesrings der Unabhängigen. Nach seinem Austritt schrieb er weiterhin Artikel für die Zeitung. 1937 bis 1938 war er zudem Direktor der Verkehrsverlag AG (Automobil- und Reiseführer). 1939 gründete er den «Redaktionsdienst junger Schweizer Journalisten», der vor allem kleineren Zeitungen aus dem Kanton Zürich, der Ostschweiz und dem Bernbiet verschiedene innen- und aussenpolitische sowie unterhaltende Kolumnen anbot. Rimli war in dieser Zeit auch Redaktor beim Wächter am Pilatus in Kriens, bei der St. Galler Schweizer Freien Volkszeitung, bei der Ostschweizer Volkszeitung in Wil und beim Wochenanzeiger in Bazenheid (später umbenannt in Ostschweizerische Landeszeitung).
Mitte der dreissiger Jahre trat Rimli in den 1933 von Paul Grob gegründeten Praesens-Verlag ein und übernahm ihn 1936 von Grob. Er benannte den Verlag 1939 nach dem neuen Domizil an der Zürcher Fraumünsterstrasse in Fraumünster-Verlag um. Als Herausgeber einer katholischen Bibel musste er Ende 1951 auf Betreiben der reformierten Fraumünster-Kirche den Verlag wieder umbenennen; er wählte den Namen Stauffacher-Verlag, wiederum nach dessen neuem Domizil am Stauffacherquai. Dort gab er die angesehene dreibändige Illustrierte Weltgeschichte und die fünfbändige Illustrierte Welt-Kunstgeschichte heraus. Nach und nach errichtete er Filialen in Lausanne, Paris, Brüssel und Innsbruck sowie eine Buchhandlung in Stuttgart.
Ende 1940 wurde Rimli Chefredaktor der illustrierten Tageszeitung Actualis, die als erste Boulevardzeitung der Schweiz gilt. Sie wurde im März 1941, nachdem sie eine Meldung veröffentlicht hatte, der deutsche Panzergeneral Guderian missbrauche französische Gefangene als menschliche Schutzschilde, während 10 Tagen von der Kriegszensurstelle APF verboten. Bereits im Januar 1941 hatte die APF der Actualis formell verboten, eine von ihr so genannte Kampagne gegen Bundesrat Marcel Pilet-Golaz wegen der Einwilligung zum deutsch-französischen Vertrag über die Auslieferung des Armeematerials an Deutschland der 1940/1941 in der Schweiz internierten 43'000 französischen und polnischen Soldaten des 45. französischen Armeekorps fortzusetzen, und ihr im Februar 1941 eine öffentliche Verwarnung wegen «sensationeller Verbreitung von unkontrollierbaren Meldungen und Förderung von Gerüchten» erteilt. Anfang Mai traten Rimli und der zweite zeichnende Redaktor, Max Barthell, unter Protest aus der Redaktion aus, weil der Verwaltungsratspräsident Walter Stucki einen ihnen nicht genehmen Mitarbeiter als seinen Delegierten eingestellt hatte. Die Ereignisse führten schliesslich zur Einstellung der Zeitung Ende Mai 1941. Stucki distanzierte sich in der Abschiedsnummer vom 31. Mai 1941 von der Kritik an Pilet-Golaz.
Ab 1946 war Rimli Präsident der Interessengemeinschaft schweizerischer Verleger. 1967 gab er die Wochenzeitschrift 2×2 heraus, deren Chefredaktor Paul O. Pfister war. Im April 1967 wurde er Delegierter des Verwaltungsrats der Zürcher Woche (ab 1969 Sonntags-Journal, im Oktober 1972 eingestellt), schied nach Meinungsverschiedenheiten mit dem Chefredaktor, Werner Wollenberger, aber bereits Ende 1967 wieder aus.
Der Stauffacher-Verlag wurde 1984 liquidiert.

## Werke
- Krieg auf Schweizerboden? Landesverteidigung vom Ernstfall aus gesehen. Verlag der Tat, Zürich 1938.
- Das goldene Buch der Landesausstellung 1939. Verkehrsverlag, Zürich 1939 (mit Julius Wagner).
- Wehr und Waffen. Die Kriegsbereitschaft der Schweizerischen Armee. Verkehrsverlag, Zürich 1940 (mit Julius Wagner).
- Soldaten, Kameraden. Erinnerungsbuch an die Mobilmachung und den Aktivdienst 1939/41. Fraumünster, Zürich 1941.
- So ist die Treue dieses Volkes. Die Schweizer im Dienste des Vatikans. Fraumünster, Zürich 1942 (mit Gaston Castella).
- Das Buch vom Roten Kreuz. Fraumünster, Zürich 1944.
- Neuer Welt-Atlas. Land und Wirtschaft aller Staaten. Fraumünster, Zürich 1949.
- Schweiz (= Fraumünster-Reiseführer). Fraumünster, Zürich 1950.
- Illustrierte Weltgeschichte. 3 Bde. Stauffacher, Zürich 1954 (mit Eduard von Tunk, Albert Renner, Arthur Mojonnier, Gaston Castella, Reno Klages).
- Schweiz. Illustriertes Touristen-Handbuch für Reisen und Ferien in der Schweiz (= Globetrotter-Guides. Bd. 1). Stauffacher, Zürich 1955.
- Spanien. Illustriertes Touristenhandbuch für Reisen und Ferien. Stauffacher, Zürich 1957 (mit Max Barthell).
- Neuer Welt-Atlas. Land und Wirtschaft aller Staaten. Stauffacher, Zürich 1958 (mit Ludwig Visintin).
- Illustrierte Welt-Kunstgeschichte. 5 Bde. Stauffacher, Zürich 1959 (mit Karl Fischer).

als Herausgeber:
- Arthur Mojonnier: 650 Jahre Schweizerische Eidgenossenschaft. Verlag der Tat, Zürich 1938.
- Der, die, das. Kleinlexikon für den täglichen Gebrauch. Fraumünster, Zürich 1951.
- Eduard von Tunk, Arthur Mojonnier, Gaston Castella: Das 20. Jahrhundert (= Goldmanns Illustrierte Weltgeschichte. Bd. 8). Goldmann, München 1964.
- Arthur Mojonnier, Eduard A. Gessler: Geschichte der Eidgenossen in Wort und Bild. Stauffacher, Zürich 1967.